# Panforte

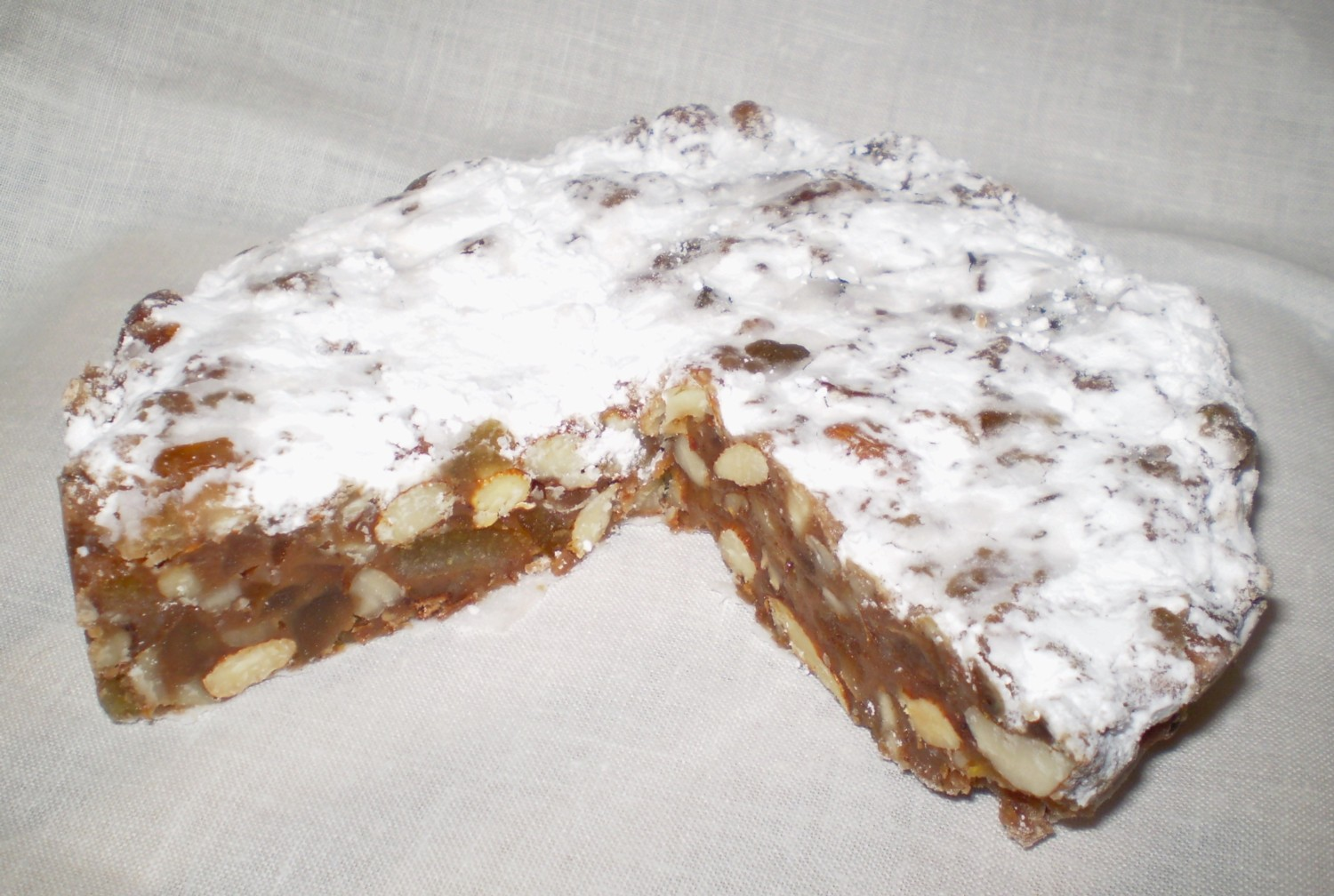
Panforte tradicional.

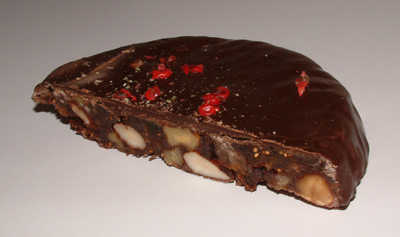
Panpepato

El panforte (en italiano literalmente ‘pan fuerte’) es un postre italiano tradicional con fruta y frutos secos, parecido al pastel de fruta o lebkuchen. Puede proceder del siglo XIII, de Siena, en la región italiana de la Toscana. Documentos de 1205 muestran que se pagó con panforte a los monjes y monjas de un monasterio local como impuesto o diezmo el 7 de febrero de ese año. El nombre original del panforte era panpepato (‘pan con pimienta’), debido a que se usaba esta especia en su elaboración. Hay referencias a que los cruzados llevaron panforte, gracias a su buena conservación, con ellos en sus misiones, y a que se usó para sobrevivir a los asedios.
Su proceso de elaboración es bastante simple. Se disuelve azúcar en miel, y se derrite chocolate. Se mezclan frutos secos diversos, fruta y especias con harina y coco, y la masa resultante se hornea en una sartén poco profunda.
Actualmente hay muchas tiendas en Italia que producen panforte, guardando celosamente sus respectivas recetas y envasándolas con envoltorios distintivos. Suele servirse una cuña pequeña con café o vino de postre después de comer, si bien algunos lo prefieren para desayunar.
En Siena, que muchos de sus habitantes consideran la capital italiana del panforte, se dice a veces que debe contener diecisiete ingredientes distintos, al ser este el número de las contradas dentro de las murallas de la ciudad.

## Origen del nombre
La historia del origen del nombre es curiosa. Desde el siglo X forma parte de la tradición de la cocina "pobre" la preparación de una hogaza sencilla a base de agua y harina que, a continuación, se endulzaba añadiendo miel y fruta; fruta que se amasaba en trocitos en la preparación sin haber sido antes cocida. De esta manera, ocurría, especialmente si era primavera o verano, con el calor y la humedad altos, que al final la fruta no se terminaba de secar dando al producto un característico sabor que quería ser algo áspero.